# 히비노역 (아이사이시)
히비노역(일본어: 日比野駅)은 일본 아이치현 아이사이시에 위치한 나고야 철도 비사이선의 철도역이다. 역 번호는 TB 08이며, 섬식 승강장 1면 2선의 구조를 갖춘 지상역이다.

## 타는 곳
| 2 | ■ 비사이 선 | 상행 | 사야 · 야토미 방면                                               |
| 3 | ■ 비사이 선 | 하행 | 쓰시마 · 모리카미 · 이치노미야 · 나고야 · 니시오 · 오타가와 방면 |

## 이용 현황
| 연도 | 1일 평균 승차 인원 |
| ---- | ------------------ |
| 2002 | 2,695              |
| 2003 | 2,753              |
| 2004 | 2,804              |
| 2005 | 2,988              |
| 2006 | 3,106              |
| 2007 | 3,165              |
| 2008 | 3,271              |
| 2009 | 3,346              |
| 2010 | 3,463              |
| 2011 | 3,475              |
| 2012 | 3,527              |
| 2013 | 3,674              |
| 2014 | 3,585              |
| 2015 | 3,721              |

## 역 주변
- 아이치 현립 쓰시마 고등학교

## 인접 역
| 나고야 철도 비사이선   | 나고야 철도 비사이선 | 나고야 철도 비사이선       |
| ---------------------- | -------------------- | -------------------------- |
| TB 09 사야 야토미 방면 | ■ 비사이선           | 쓰시마 TB 07 다마노이 방면 |